# Деделер
Деделер (на гръцки: Καπνόφυτο, Капнофито, на катаревуса: Καπνόφυτον, Капнофитон, до 1927 година Ντεντελέρ, Деделер) е село в Република Гърция, разположено на територията на дем Бук (Паранести), област Източна Македония и Тракия.

## География
Селото е разположено на 170 m надморска височина, на километър южно от демовия център Бук (Паранести).

## История
В края на XIX век Деделер е турско село в Драмска кааза на Османската империя. След Междусъюзническата война попада в Гърция. В преброяването от 1913 година населението му е сметнато в състава на четирите махали на Бук.
След Първата световна война населението на Деделер е изгонено в Турция, а в селото са настанени около 40 семейства гръцки бежанци. През 1927 година името на селото е сменено на Капнофитон. Към 1928 година селото е изцяло бежанско с 28 семейства и общо 115 души.
Населението намалява драстично поради изселване към големите градове. Произвежда главно тютюн и жито, като частично се занимава и със скотовъдство.
| Година    | 1913 | 1920 | 1928 | 1940 | 1951 | 1961 | 1971 | 1981 | 1991 | 2001 | 2011 | 2021 |
| --------- | ---- | ---- | ---- | ---- | ---- | ---- | ---- | ---- | ---- | ---- | ---- | ---- |
| Население |      | 97   | 127  | 179  | 186  | 159  | 59   | 33   | 36   | 30   | 18   | 18   |